# Vila romana de Lullingstone
Lullingstone Roman Villa é uma villa erguida durante a ocupação romana da Grã-Bretanha, localizada próxima da vila de Eynsford em Kent, sudeste da Inglaterra. Erguida no século I, provavelmente por volta de 80-90, a casa foi constantemente aumentada e habitada até ser destruída por um incêndio no século V. Os moradores eram romanos ricos ou britanos nativos que adotaram os costumes romanos.
Por volta de 150 d.C a villa foi aumentada e um bloco de banho aquecido com hipocausto foi acrescentado. Dois bustos de mármore do século II achados na adega talvez representem os proprietários ou residentes da villa, que pode ter sido o retiro rural nomeado pelos governadores provinciais. Há alguns sinais de que as apreensões são as de Pertinax, governador da Britânia em 185-186, e de seu pai.

## História

### Construção
A etapa inicial da villa foi erguida por volta de 82 d.C. Ela estava localizada em uma região perto de muitas outras vilas e ficava perto da Watling Street, uma estrada romana pela qual os viajantes podiam se mover de e para Londínio para Durobrivas, Duroverno dos Cancíacos e o principal porto romano de Rutúpias (ou seja, Londres, Rochester, Cantuária e Richborough, respectivamente).